# Odszedł bez słowa
Odszedł bez słowa – amerykańska komedia obyczajowa z 1992 roku.

## Główne role
- Bob Hoskins – Johnny Scanlan
- Jack Warden – Jack Scanlan
- William L. Petersen – Frank Scanlan
- Diana Bellamy – BJ
- Don Brockett – Froggie
- Helen Lloyd Breed – ciotka Maureen
- Patricia O'Connell – pani Finch
- Frances McDormand – Nora Scanlan